# آکالیفای اکوادور
آکالیفای اکوادور (نام علمی: Acalypha eggersii) نام یک گونه از سرده اکالیفا است.